# Abuso di autorità contro arrestati o detenuti
Nell'ordinamento penale italiano, l'abuso di autorità contro arrestati o detenuti è un delitto contro la libertà personale punito dall'art. 608 del codice penale.
(art. 608 c.p.)

## Struttura
L'art. 608 c.p. configura un reato proprio del pubblico ufficiale (ma anche del cittadino privato nel caso in cui proceda a un arresto in flagranza ex art. 383 c.p.p.).
Vittima del reato è una persona affidata alla custodia anche temporanea del pubblico ufficiale, ma arrestata comunque in modo legittimo, in forza di un provvedimento dell'autorità; in caso contrario ricorrerebbe il reato aggravato di arresto illegale (art. 606 c.p.).
La condotta consiste nel sottoporre la vittima a «misure di rigore non consentite», cioè a punizioni non previste dagli appositi regolamenti penitenziari. Non può trattarsi comunque di un generico trattamento umiliante, ma sempre e solo di una misura che effettivamente aggrava la restrizione della libertà personale che già affligge il detenuto.
Se le misure sfociano nella commissione di un altro reato, si applica la relativa norma incriminatrice (percosse, lesioni personali) in concorso con l'art. 608 c.p.

## Oggettività giuridica
La norma si inserisce nell'ambito della tutela della libertà personale del detenuto (art. 607-609 c.p.): questa libertà infatti, pur gravemente limitata e «residuale», non è mai del tutto soppressa. La predisposizione della tutela è conforme alle previsioni degli art. 134 e 273 della Costituzione: il primo infatti punisce gli abusi (violenze fisiche e morali) sui detenuti; il secondo sancisce i principi di umanità e rieducatività della pena.

## Trattamento sanzionatorio e critiche
I limiti edittali della pena consistono rispettivamente in 15 giorni nel minimo e 30 mesi nel massimo.
Come nel caso degli altri delitti contro la libertà personale del detenuto (arresto illegale, indebita limitazione, perquisizione o ispezione arbitraria), si tratta di un reato di abuso dei poteri di coercizione, che riceve dal codice un trattamento privilegiato e una pena più mite rispetto alle fattispecie generali di cui rappresenta specificazione.